# Félrelépősdi
A Félrelépősdi (eredeti cím: Town & Country) 2001-es amerikai romantikus vígjátékot Michael Laughlin és Buck Henry forgatókönyvéből Peter Chelsom rendezte. A főbb szerepekben Warren Beatty, Diane Keaton, Goldie Hawn, Nastassja Kinski, Andie MacDowell, Garry Shandling, Charlton Heston és Josh Hartnett látható. 
A nagy nevek ellenére a film egyike lett a legnagyobb anyagi filmes bukásoknak.

## Cselekmény
Porter Stoddard menő New York-i építész, aki feleségével, Ellie-vel a huszonötödik házassági évfordulójukat ünneplik. A házaspár ennek alkalmából meghívja legjobb barátaikat, a szintén hosszú házasságban élő Monát és Griffint. A kellemesnek induló társasági összejövetelt azonban hamarosan bajok árnyékolják be: kiderül, hogy a tökéletesnek látszó házasságok mögött megcsalások, félrelépések, titkolózások húzódnak, főleg Porter és Griffin részéről. A napfényre kerülő szennyes mellett ráadásul újabb intim helyzetek is összejönnek, ezért csak idő kérdése, hogy a képmutató párok magánélete összeomoljon.

## Szereplők
| Szerep             | Színész          | Magyar hang        |
| ------------------ | ---------------- | ------------------ |
| Porter Stoddard    | Warren Beatty    | Szakácsi Sándor    |
| Ellie Stoddard     | Diane Keaton     | Kútvölgyi Erzsébet |
| Mona Morris        | Goldie Hawn      | Kovács Nóra        |
| Griffin Morris     | Garry Shandling  | Barbinek Péter     |
| Alex               | Nastassja Kinski | Orosz Anna         |
| Eugenie Claybourne | Andie MacDowell  | Hámori Eszter      |
| Auburn             | Jenna Elfman     | Náray Erika        |
| Eugenie apja       | Charlton Heston  | Gruber Hugó        |
| Eugenie anyja      | Marian Seldes    | Kassai Ilona       |
| Tom Stoddard       | Josh Hartnett    | Simonyi Balázs     |
| Alice              | Tricia Vessey    | Zsigmond Tamara    |
| Suttler            | Buck Henry       | Szokolay Ottó      |
| Barney             | William Hootkins | Besenczi Árpád     |

## Fogadtatás
A film mind kritikai, mind jegyeladási szempontból megbukott. Az 1998-ban elkezdett forgatást több nehezítő körülmény hátráltatta, ezért 2000-ben több jelenetet újra kellett forgatni. A film ezért csak a forgatás megkezdése után három évvel, 2001. április 27-én tudott megjelenni. 
A kritika nem volt oda a filmért, a gazdag, felsőbb rétegbe tartozó szereplők párkapcsolati problémáit nem találták elég érdekesnek ahhoz, hogy nézőként azonosulni lehessen velük. A filmre a tervezett 44 helyett alsó hangon is legalább 90 millió dollárt költöttek, nem számítva a marketingköltségeket, amihez az utólagos pótforgatások is hozzátettek. Ehhez képest a bevétel alig haladta meg a 10 millió dollárt, ez becslések szerint 100–125 millió közötti veszteséget okozott a filmet gyártó New Line Cinema számára. A stúdió nem sokkal azelőtt a Dr. Moreau szigete és az Utánunk a tűzözön című 1996-os filmjeivel is jelentős összegeket bukott.

## Fordítás
Ez a szócikk részben vagy egészben  a   Town & Country (film) című angol Wikipédia-szócikk fordításán alapul.  Az eredeti cikk szerkesztőit annak laptörténete sorolja fel. Ez a jelzés csupán a megfogalmazás eredetét és a szerzői jogokat jelzi, nem szolgál a cikkben szereplő információk forrásmegjelöléseként.